# Distretto di Huazhou
Il distretto di Huazhou (华州区S, Huàzhōu QūP) è un distretto della Cina, situato nella provincia dello Shaanxi e amministrato dalla prefettura di Weinan.